# Возлюбленный ученик Иисуса

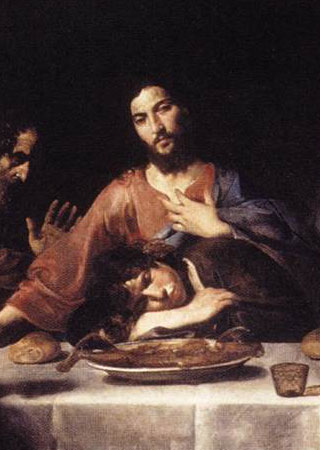
Иисус Христос и Иоанн Богослов (Валантен де Булонь, 1625—1626)

Возлюбленный ученик Иисуса (греч. ὁ μαθητὴς ὃν ἠγάπα ὁ Ἰησοῦς) — одно из действующих лиц Евангелия от Иоанна, один из ближайших учеников Христа. Текст Евангелия содержит несколько упоминаний ученика Иисуса, которого Господь особенно выделял из числа Двенадцати. В частности, в стихах о Тайной вечери (Ин. 13:23-25) говорится об «ученике, которого любил Иисус» и который «возлежал у груди Иисуса». Встречается упоминание о «возлюбленном ученике» и в других отрывках, однако единственное указание на его личность находится в Евангелии от Иоанна: 

Сей ученик и свидетельствует о сём, и написал сие; и знаем, что истинно свидетельство его
— Ин. 21:24
Поскольку церковное предание считает автором этого Евангелия апостола Иоанна, сына Зеведеева, его традиционно идентифицируют с «возлюбленным учеником», хотя существуют и другие теории. Согласно одной из них, безымянный «Любимый ученик» был не историческим персонажем, а просто символом идеального ученика. Всё более влиятельной в западной библеистике становится гипотеза о том, что автор Евангелия от Иоанна был незначительной фигурой во время служения Христа и не вошёл в число двенадцати апостолов. Тем не менее, он был очевидцем событий, память о которых сохранялась в основанной им раннехристианской общине, в которой он обладал авторитетом, сравнимым с Петром. Юрген Ролофф согласен, что Евангелие от Иоанна зародилось в замкнутой общине, основателем которой мог быть ученик Христа, однако непосредственного автора этого Евангелия свидетелем не признаёт в силу исторических нестыковок.
По мнению библеиста Ианнуария Ивлиева, Иоанново «возлежание на персях» (др.-греч. ἐν κόλπος), как и посмертное пребывание нищего Лазаря на «лоне Авраамовом» (Лк. 16:22) — это пребывание на званом пиру на самом почётном месте, справа от хозяина. По мнению Анни Жобер и Вадима Лурье, «возлежание» воспроизводит сцену предсмертного благословения Авраамом своего внука Иакова из «Книги Юбилеев», смысл которого — передача старшинства в Завете с Богом.